# Earshot
Earshot es el decimoctavo episodio de la tercera temporada de Buffy the Vampire Slayer.
La masacre del instituto Columbine ocurrió una semana antes de que el episodio se emitiera con lo que se decidió repetir Band Candy.

## Argumento
De patrulla, Buffy se enfrenta a dos demonios. Mata a uno de ellos y mientras el otro escapa, entra en contacto con el que mató, y su sangre se le queda en las manos siendo absorbida por la piel. Habla con Giles, pues teme estar infectada con un aspecto del demonio. Ángel le dice que siempre la amará pase lo que pase.
Al día siguiente, mientras camina por los pasillos del instituto, escucha los pensamientos de los demás. Esa noche decide utilizar su habilidad con Ángel y descubrir lo que pasó con Faith, pero no puede leer su mente porque es un vampiro. Sólo tenía que preguntarle: Ángel le dice que Faith no es importante para él y que en más de 240 años sólo la ha amado a ella.
En la biblioteca, la nueva habilidad incomoda a todos y, en el comedor, Buffy escucha el pensamiento de alguien que habla de que a esa hora mañana los matará a todos. Después todas las voces resuenan en su cabeza y se desmaya antes de ser capaz de identificarla. Cuando vuelve en sí pide a los demás que busquen a posibles asesinos mientras ella va a casa a descansar. Giles y Wesley averiguan lo que ha sucedido antes: la persona infectada por un demonio vive aislada, incapaz de controlar su poder. 
En casa, Joyce está nerviosa y no quiere quedarse a solas con su hija. Buffy acaba leyendo la mente de su madre y descubre que se acostó con Giles dos veces, cuando estaban afectados por las chocolatinas embrujadas. Mientras, el grupo se dedica a entrevistar a algunos alumnos y los Vigilantes encuentran una posible cura: comer el corazón del otro demonio. Ángel se encarga de cazarlo y Buffy se come el corazón. Al despertar está curada y acude al instituto.
Uno de los sospechosos, Freddy, acaba siendo entrevistado por el grupo y Buffy aparece justo a tiempo para encontrar una nota de disculpa de Jonathan en su escritorio: está en la torre armado con un rifle. Buffy habla con él y le dice que la razón por la que todos lo ignoran es que están más concentrados en sus problemas que en lo que hacen los demás. Acaba quitándole el rifle, pero en realidad Jonathan quería suicidarse. Mientras tanto, Xander entra en la cafetería, y descubre que en realidad la persona que quería matar a todos los alumnos, era la cocinera. Buffy acaba peleando con ella y detiene su macabro plan. Al día siguiente, Buffy le revela a Giles, que sabe que se acostó con Joyce, haciendo que este quede sorprendido, y acaba golpeándose con un árbol.

## Reparto

### Personajes principales
- Sarah Michelle Gellar como Buffy Summers.
- Nicholas Brendon como Xander Harris.
- Alyson Hannigan como Willow Rosenberg.
- Charisma Carpenter como Cordelia Chase.
- David Boreanaz como Angelus.
- Seth Green como Oz.
- Anthony Stewart Head como Rupert Giles.

### Apariciones especiales
- Kristine Sutherland como Joyce Summers.
- Alexis Denisof como Wesley Wyndam-Pryce.
- Ethan Erickson como Percy West.
- Danny Strong como Jonathan Levinson.

### Personajes secundarios
- Larry Bagby como Larry Blaisdell (como Larry Bagby, III).
- Keram Malicki-Sánchez como Freddy Iverson.
- Justin Doran como Hogan Martin.
- Lauren Roman como Nancy Doyle.
- Wendy Worthington como Lunch Lady.
- Robert Arce como Mr. Beach
- Molly Bryant como Ms. Murray
- Rich Muller como Estudiante.
- Jay Michael Ferguson como Otro estudiante.

## Continuidad
Aquí se presentan los hechos que o bien influyen en la tercera temporada exclusivamente, o bien que viniendo de episodios anteriores influyen en este. Y por último, acontecimientos que ocurren en este episodio que influyen en las demás temporadas o en alguna otra temporada.

### Para todas o las demás temporadas
- Buffy descubre que Giles y su madre tuvieron sexo bajo la influencia de las barras de chocolate del episodio Dulces para la banda.
- Ángel le cuenta a Buffy que los vampiros son inmunes a la telepatía.